# Овідіопольська селищна рада
Овідіо́польська се́лищна ра́да — орган місцевого самоврядування Овідіопольської селищної громади в Одеському районі Одеської області. Овідіопольська селищна рада утворена в 1970 році.

## Склад ради
Рада складається з 26 депутатів та голови.
- Голова ради: Савельєва Лідія Іванівна
- Секретар ради: Новікова Світлана Григорівна

### Керівний склад попередніх скликань
Примітка: таблиця складена за даними сайту Верховної Ради України

### Депутати
За результатами місцевих виборів 2015 року депутатами ради стали: